# Славянци
Славянци (болг. Славянци) — село в Болгарии. Находится в Бургасской области, входит в общину Сунгурларе. Население составляет 819 человек.

## Политическая ситуация
В местном кметстве Славянци, в состав которого входит Славянци, должность кмета (старосты) исполняет Стефан Димов Димов (Движение за права и свободы (ДПС)) по результатам выборов правления кметства.
Кмет (мэр) общины Сунгурларе — Георги Стефанов Кенов (Движение за права и свободы (ДПС)) по результатам выборов в правление общины.